# Artiom Mikhalkov
Pour les articles homonymes, voir Mikhalkov.
Artiom Nikititch Mikhalkov (en russe : Артём Никитич Михалков), né le 8 décembre 1975 à Moscou, est un acteur et animateur de télévision russe, fils de Nikita Mikhalkov.

## Filmographie
Acteur :
- 1998 : Deux lunes, trois soleils (Две луны, три солнца) de Roman Balaïan : agent d'OMON
- 1999 : Le Barbier de Sibérie (Сибирский цирюльник) de Nikita Mikhalkov : Boutourline
- 2003 : Circonscription (Участок), série télévisée d'Alexandre Baranov: Andreï Mikichine
- 2004 : 72 mètres (72 метра) de Vladimir Khotinenko : Netchaïev
- 2005 : Le 9e escadron (9 рота) de Fiodor Bondartchouk : Stas
- 2006 : Pétia le Magnifique (Петя Великолепный), série télévisée de Dmitri Magonov, Konstantin Smirnov et Guennadi Skorobogatov : Vova
- 2008 : Le Chemin (Путь) de Vladimir Passitchnik : Dima

Réalisateur :
- 1999 : L'Arrêt (Остановка), avec Ilya Khrzhanovsky

## Télévision
- 2008 : animateur du concert de fin d'année Nouvel an 2008 sur Pierviy (Новый год 2008 на Первом) sur Pierviy Kanal
- 2009 : présentateur de l'émission Légendes des salons vidéo (Легенды видеосалонов) sur NTV
- 2010 : présentateur de l'émission Interсеть sur STS
- 2011 : présentateur de l'émission Hollywood russe. Bras de diamant 2 (Русский Голливуд. Бриллиантовая рука 2) sur NTV
- 2014-2016 : présentateur de l'émission Kinodvizhenie (Кинодвижение) sur Public Television of Russia (en)